# 不思議工房症候群

不思議工房症候群Episode.8 「音樂盒」CD封面

不思議工房症候群（ふしぎ工房症候群、ふしぎこうぼうしょうこうぐん）是由日本最大的動漫專賣店Animate獨家出版、販售的朗讀性質CD系列。作品選用當下人氣的男性聲優擔任朗讀，約2～3月不定期發售。
此外，該系列於2006年夏天開始將之前發過的朗讀CD內容，以廣播劇的對話表演形式再次發售。相同的內容，以截然不同的表演方式呈現出不同的風格。

## 作品簡介
不思議工房所販賣的東西是「夢想實現」。
抱持著不同的煩惱與心願的人們，在偶然的情況下分別來到了工房。
能夠實現夢想後，所發生的故事又是....？

## 作品一覽

### 朗讀版
- Episode.1 「？」（你是誰？）

朗讀：諏訪部順一（2005年6月24日發售）
- Episode.2 （治癒女性恐懼症）

朗讀：鈴村健一（2005年6月24日發售）
- Episode.3 （孤獨一人的生日）

朗讀：櫻井孝宏（2005年6月24日發售）
- Episode.4 「？」（願意與我一起死嗎？）

朗讀：石田彰（2005年8月26日發售）
- Episode.5 （還我錢！）

朗讀：谷山紀章（2005年8月26日發售）
- Episode.6 （耶誕發生的事）

朗讀：三木真一郎（2005年11月18日發售）
- Episode.7 （妹妹的遺言）

朗讀：岸尾大輔（2005年11月18日發售）
- Episode.8 （音樂盒）

朗讀：福山潤（2006年2月17日發售）
- Episode.9 「卒業」（畢業）

朗讀：綠川光（2006年2月17日發售）
- Episode.10 （最後的心願）

朗讀：森久保祥太郎（2006年5月26日發售）
- Episode.11 「闇」（暗黑）

朗讀：森田成一（2006年5月26日發售）
- Episode.12 （謝謝）

朗讀：高橋廣樹（2006年5月26日發售）

### 續・朗讀版
- Episode.1 （憂鬱的去向）

朗讀：置鮎龍太郎（2006年5月26日發售）
- Episode.2 （再也無法愛人）

朗讀：小西克幸（2007年9月26日發售）
- Episode.3 （生命的期限）

朗讀：小野大輔（2007年12月26日發售）
- Episode.4 

朗讀：神谷浩史
- Episode.5 （只有一天的爱情故事）

朗讀：宮野真守
- Episode.6 

朗讀：吉野裕行
- Episode.7 

朗讀：柿原彻也

### 廣播劇版
- （2006年8月11日發售）

演出：石田彰、保志總一朗、大木民夫、小杉十郎太、吉田小南美
- （2006年11月24日發售）

演出：櫻井孝宏、鳥海浩輔、鈴村健一、大木民夫
- （2006年11月24日發售）

演出：鈴村健一、淺野真澄、諏訪部順一、大木民夫、高木涉
- （2006年12月22日發售）

演出：三木真一郎、榎本溫子、倉田雅世、大木民夫
- （2007年1月26日發售）

演出：諏訪部順一、折笠富美子、速水獎、大木民夫

### 原聲帶
- （2006年8月11日發售）

### 單行本
- （作者：竹內葵）（2006年8月11日發售）

## 線上放送
- AIRPRESS線上放送（每月固定放送系列中一部作品）